# Otto Holm
Otto Leonard Holm, född 22 september 1866 i Lövångers socken, död 3 september 1949 i Umeå, var en svensk zoolog.
Otto Holm var son till kyrkoherden Pehr Robert Holm och sonson till Carl Johan Holm. Efter mogenhetsexamen i Umeå 1886 studerade han vid Uppsala universitet och blev 1890 filosofie kandidat samt 1903 filosofie licentiat och filosofie doktor. Efter diverse lärarförordnanden var Holm lektor i biologi och kemi vid Umeå högre allmänna läroverk 1906–1932. Han utgav arbeten över ett par korallsläkten. Han gjorde sig även känd som en framstående specialist på ryggradsdjuren, främst fåglarna i Västerbotten och särskilt Lövångerstrakten. I Fauna och Flora publicerade han bland annat De bottniska själarnes lefnadsvanor (1921) och Vanliga snokens utbredning i Norrland (1934). En sammanställning lämnade han i Lövångers högre djurvärld (1938–1940).